# Griftbrug (Utrecht)
De Griftbrug is een vaste brug in de Nederlandse stad Utrecht.
Ze overspant de Biltsche Grift en vormt een verbinding tussen de Alexander Numankade en de Poortstraat. De brug kreeg in 1917 haar naam en is rond die tijd gebouwd. Ze is een gemeentelijk monument. De landhoofden zijn in baksteen uitgevoerd. De balustrades inclusief leuningen bestaan uit ijzeren delen die aaneen zijn geklonken. Een geheel met de brug vormt een bovenleidingsportaal dat tot de jaren 1930 diende voor tramlijn 5. In 1951 vonden sloopwerkzaamheden aan de brug plaats in het kader van een brugverbreding.